# Tysklands håndboldlandshold (herrer)
Tysklands håndboldlandshold er det nationale håndboldlandshold i Tyskland, og kontrolleres af landets håndboldforbund, Deutscher Handballbund. Holdet er et af de historisk stærkeste landshold i verden, med tre VM-titler samt to EM-titler og én OL-guldmedalje.

## Resultater

### Sommer-OL
- OL 1936:  Guld
- OL 1972: 6.-plads
- OL 1976: 4.-plads
- OL 1980: Ikke Kvalificeret
- OL 1984:  Sølv
- OL 1988: Ikke Kvalificeret
- OL 1992: 10.1plads
- OL 1996: 7.-plads
- OL 2000: 5.-plads
- OL 2004:  Sølv
- OL 2008: 9.-plads
- OL 2012: Ikke Kvalificeret
- OL 2016:  Bronze

### VM
- VM 1938:  Guld
- VM 1954:  Sølv
- VM 1958:  Bronze
- VM 1961: 4.-plads
- VM 1964: 4.-plads
- VM 1967: 6.-plads
- VM 1970: 5.-plads
- VM 1974: 9.-plads
- VM 1978:  Guld
- VM 1982: 7.-plads
- VM 1986: 7.-plads
- VM 1990: Ikke Kvalificeret
- VM 1993: 6.-plads
- VM 1995: 4.-plads
- VM 1997: Ikke Kvalficeret
- VM 1999: 5.-plads
- VM 2001: 8.-plads
- VM 2003: 2.-plads
- VM 2005: 9.-plads
- VM 2007:  Guld
- VM 2009: 5.-plads
- VM 2011: 11.-plads
- VM 2013: 5.-plads
- VM 2015: 7.-plads
- VM 2017: 9.-plads
- / VM 2019: 4.-plads
- VM 2021: 12.-plads
- / VM 2023: 5.-plads
- // VM 2025: 6.-plads

### EM
- EM 1994: 9/10.-plads
- EM 1996: 7/8.-plads
- EM 1998:  Bronze
- EM 2000: 9/10.-plads
- EM 2002:  Sølv
- EM 2004:  Guld
- EM 2006: 5/6.-plads
- EM 2008: 4.-plads
- EM 2010: 10.-plads
- EM 2012: 7.-plads
- EM 2014: Ikke Kvalificeret
- EM 2016:  Guld
- EM 2018: 9.-plads
- // EM 2020: 5.-plads

## Seneste Trup
Den seneste spillertrup til EM i håndbold 2024.
Landstræner: Alfreð Gíslason
| Nr. | Navn               | Position     | Kampe | Mål | Klub                   |
| --- | ------------------ | ------------ | ----- | --- | ---------------------- |
| 1   | David Späth        | Målvogter    | 4     | 0   | Rhein-Neckar Löwen     |
| 3   | Nils Lichtlein     | Playmaker    | 4     | 2   | Füchse Berlin          |
| 4   | Johannes Golla     | Stregspiller | 67    | 231 | SG Flensburg-Handewitt |
| 11  | Sebastian Heymann  | Venstre back | 21    | 34  | Frisch Auf Göppingen   |
| 14  | Justus Fischer     | Stregspiller | 4     | 3   | TSV Hannover-Burgdorf  |
| 15  | Juri Knorr         | Playmaker    | 45    | 179 | Rhein-Neckar Löwen     |
| 17  | Lukas Zerbe        | Højre fløj   | 24    | 29  | TBV Lemgo              |
| 18  | Julian Köster      | Venstre back | 34    | 61  | VfL Gummersbach        |
| 20  | Philipp Weber      | Venstre back | 78    | 172 | SC Magdeburg           |
| 23  | Renārs Uščins      | Højre back   | 6     | 10  | TSV Hannover-Burgdorf  |
| 25  | Kai Häfner         | Venstre back | 137   | 329 | TVB Stuttgart          |
| 28  | Tim Nothdurft      | Venstre fløj | 2     | 1   | Bergischer HC          |
| 33  | Andreas Wolff      | Målvogter    | 145   | 14  | Vive Kielce            |
| 34  | Rune Dahmke        | Venstre fløj | 59    | 94  | THW Kiel               |
| 36  | Lukas Mertens      | Venstre fløj | 31    | 77  | SC Magdeburg           |
| 38  | Martin Hanne       | Venstre back | 5     | 8   | TSV Hannover-Burgdorf  |
| 44  | Christoph Steinert | Venstre fløj | 32    | 68  | HC Erlangen            |
| 73  | Timo Kastening     | Højre fløj   | 49    | 182 | MT Melsungen           |
| 80  | Jannik Kohlbacher  | Stregspiller | 99    | 202 | Rhein-Neckar Löwen     |

## Kendte spiller og trænere

### Landsholdstrænere
- Carl Schelenz (1925-1933)
- Otto Günther Kaundinya (1934–1939)
- Carl Schelenz (1940–1945)
- Fritz Fromm (1946–1955)
- Werner Vick (1955–1972)
- Horst Käsler (1972–1974)
- Vlado Stenzel (1974–1982)
- Simon Schobel (1982–1987)
- Petre Ivănescu (1987–1989)
- Horst Bredemeier (1989–1992)
- Armin Emrich (1992–1993)
- Arno Ehret (1993–1996)
- Heiner Brand (1997–2011)
- Martin Heuberger (2011–2014)
- Dagur Sigurðsson (2014–2017)
- Christian Prokop (2017-2020)
- Alfreð Gíslason (2020)

### Kendte Spillere
- Frank-Michael Wahl
- Heiner Brand
- Horst Spengler
- Joachim Deckarm
- Markus Baur
- Henning Fritz
- Jan Holpert
- Stefan Kretzschmar
- Volker Zerbe
- Florian Kehrmann
- Christian Schwarzer
- Pascal Hens
- Holger Glandorf